# Glas noči
»Glas noči« je skladba in tretji single skupine Prizma iz leta 1979. Avtor glasbe je Danilo Kocjančič, besedilo pa je napisal Drago Mislej "Mef".

## Snemanje
Producent je bil Dečo Žgur. Skladba je bila izdana pri založbi RTV Ljubljana na mali vinilni plošči, na B strani pa "Senca".

## Zasedba
- Danilo Kocjančič – glasba
- Drago Mislej – besedilo
- Dečo Žgur – aranžma, producent
- Miro Bevc – tonski snemalec

### Studijska izvedba
- Ladi Mljač – solo vokal, bobni, tolkala
- Igor Kos – kitara, vokal
- Danilo Kocjančič – bas kitara, vokal
- Franci Čelhar – klaviature, vokal

## Mala plošča
7" vinilka
- »Glas noči« (A-stran) – 3:06
- »Senca« (B-stran) – 4:06